# Villarreal CF
Villarreal Club de Fútbol (wym. [biʎareˈal ˈkluβ ðe ˈfuðβol], kat. Vila-real Club de Futbol) – hiszpański klub piłkarski z siedzibą w Vila-real, założony 10 marca 1923 pod nazwą Club Deportivo Villarreal, od sezonu 2013/2014 występujący w Primera División. Wicemistrz Hiszpanii 2007/08. Zwycięzca Ligi Europy w sezonie 2020/2021.

## Historia
Klub utworzono 10 marca 1923 w Vila-real. Pierwszą radę dyrektorów powołał José Calduch Almela, którego wybrano prezesem. Pracownikiem bankowym został Jose Mart, administratorem poczty – Carlos Calatayud, skarbnikiem – Juan Bebot, a zarząd tworzyli: Alfonso Saera, Manuel Calduch, Pascual Arrufat Catal á, Vicente Cabedo Meseguer i Manuel Amorós Fortun.
Jedna z pierwszych decyzji nowej rady dyrektorów było wynajęcie stadionu, co kosztowało 60 peso na miesiąc. Ustalono także ceny wejściówek. Cena biletu dla dorosłych wynosiła 0,5 peso, dla dzieci po połowie. Kobiety wchodziły za darmo. Postanowiono też zakupić pierwsze stroje. Koszulki były białe, natomiast spodenki i getry czarne. Były to pierwsze barwy klubowe Villarreal i pozostały one do 1946 r., gdy zostały zamienione na żółto-niebieskie, obowiązujące do czasów obecnych.
Inauguracja boiska Villarreal nastąpiła 17 czerwca 1923 w meczu pomiędzy CD Castellón i Cervantes, dwiema drużynami z prowincji Castellón. Pierwszy mecz na swoim nowym boisku Villarreal CF zagrał 21 października 1923, również z CD Castellón.
Z końcem hiszpańskiej wojny domowej, piłka nożna wróciła na El Madrigal. Od 1939 r. do 1950 r. Villarreal zagrał w 2. lidze regionalnej, w której zespoły należały do trzech różnych grup. W sezonie 1950/51 piłkarzom Villarreal udało się zająć miejsce premiowane awansem do pierwszej ligi regionalnej. Villarreal grał w tej lidze od 1952 r. do 1956 r. Zespół zakończył rozgrywki na 7 pozycji, dwa razy na 4 oraz raz na 1 miejscu. Sukces odniesiony w sezonie 1955/56 pozwolił piłkarzom Villarreal zagrać w 3. lidze. Jednak w sezonie 1960/61 zespół musiał powrócić do niższej ligi.

### Lata 60., 70. i 80.
Lata 60. Villarreal zaczął grą w 1. lidze regionalnej. Przez pierwsze dwa lata, zespół był daleko od awansu. Lecz przyszedł sezon 1966/67, w którym to Villarreal zajął 3. miejsce i awansował wyżej. Od tego czasu Villarreal dobrze radził sobie w 3. lidze, a w 1970 r. udało się zdobyć mistrzostwo, co dało awans do 2. ligi. Lata 70. nie były dla Villarreal dobrą dekadą. W sezonie 1970/71 piłkarze Villarrealu zajęli 17. miejsce i powrócili do 3. ligi. W sezonie 1975/76 spadli do ligi regionalnej, lecz na szczęście szybko zdołali awansować. W 1982 r. Hiszpania organizowała piłkarskie mistrzostwa świata, a Villarreal próbował ustabilizować się w lidze. Początkowo grał w 3. lidze, jednak w sezonie 1986/87 sięgnął po awans do wyższej ligi. Dwa lata później powrócił do 3. ligi.

### Lata 90.
Lata 90. rozpoczęły się od awansu Villarrealu do wyższej ligi. Ekipa z El Madrigal była typową drużyną środka tabeli. Jednakże w sezonie 1997/98 piłkarzom Villarreal udało się zdobyć 4. miejsce i wywalczyć awans do Primera División. W barażach o pierwszą ligę, rywalem Villarreal był zespół Sociedad Deportiva Compostela. Pierwszy mecz grano na El Madrigal. Padł wynik 0:0. W meczu rewanżowym również padł remis, jednakże 1:1 co dało awans graczom Villareal, którzy pierwszy raz awansowali do najwyższej klasy rozgrywkowej. W pierwszym meczu Villarrealu w Primera División przeciwnikiem był wielki Real Madryt. Tydzień później piłkarze zmierzyli się z Celtą Vigo na El Madrigal. Wkrótce potem drużyna Villarreal spadła do 2. ligi. W sezonie 1999/00 zajęli 3. pozycję w 2. lidze i ponownie awansowali do Primera División, gdzie grają do dziś.

### XXI wiek
W sezonie 2004/05 drużyna zajęła 3. miejsce. Był to znak nadchodzących lepszych czasów. Do tego sukcesu najbardziej przyczyniła się dwójka piłkarzy z Ameryki Płd. – Juan Román Riquelme i Diego Forlán. Pierwszy z nich zdobył 10 goli i zaliczył 15 asyst, natomiast Forlán został królem strzelców i odebrał złotego buta. Nie można pominąć także pozostałych piłkarzy, chociażby José Mari, Marcos Senna i innych, którzy stworzyli mocny zespół. W sezonie 2007/08 Villarreal wywalczyło wicemistrzostwo kraju, zajmując drugą pozycję w lidze zostawiając daleko w tyle przewagą punktową Barcelonę, Atletico oraz Sevillę, żółta łódź podwodna awansowała bezpośrednio do finałów LM, był to największy ich sukces odniesiony w lidze.
W 2003 r. Villareal zdobył pierwsze europejskie trofeum – Puchar Intertoto i tym samym zakwalifikował się do Pucharu UEFA. W sezonie 2003/04 Villarreal doszedł do półfinału Pucharu UEFA, by przegrać z rodakami i końcowymi mistrzami Valencia CF. W 2004 r. wygrali Puchar Intertoto powtórnie, po raz drugi kwalifikując się do Pucharu UEFA, gdzie polegli w ćwierćfinale z AZ Alkmaar. Ten sam sezon Villarreal skończył La Ligę na trzecim miejscu, zdobywając ich pierwszy bezpośredni awans do Ligi Mistrzów. Sezon 2005/2006 przyniósł klubowi europejskie sukcesy w Lidze Mistrzów. W kwalifikacjach Villarreal podjął Everton F.C., którego bez problemów wyeliminował. W fazie grupowej Villarreal dostał się do tej samej grupy, co mistrz Portugalii SL Benfica, Lille OSC i Manchester United F.C. Villarreal dwukrotnie zwyciężył (1:0 przeciw Benfice na wyjeździe oraz z Lille u siebie) i zdobył dodatkowo cztery remisy, w tym dwa bezbramkowe z Manchesterem United. Hiszpański klub awansował do 1/8 finału Ligi Mistrzów, by pokonać tam Rangers F.C. Następnie „El Submarino Amarillo” wyeliminowali Inter Mediolan w ćwierćfinale Ligi Mistrzów. W półfinale Villarreal nie poradził sobie z Arsenalem, chociaż losy awansu ważyły się do ostatnich minut rewanżowego meczu. Ostatecznie Arsenal wygrał dwumecz 1:0, a jego bramkarz, Jens Lehmann, obronił rzut karny wykonywany przez Juana Romána Riquelme w doliczonym czasie gry.
W sezonie 2011/12 Villarreal zagrał w rundzie kwalifikacyjnej Ligi Mistrzów. Pokonał tam w dwumeczu Odense 3-1. W fazie grupowej klub zajął ostatnie miejsce nie zdobywając żadnego punktu. W tej grupie znajdowały się drużyny takie jak: Manchester City, SSC Napoli i Bayern Monachium.
13 maja 2012 Villarreal po przegranej u siebie z Atlético Madryt, po 12 latach gry na najwyższym poziomie rozgrywkowym, spadł do Segunda División. Po roku spędzonym w 2. lidze, w czerwcu 2013 zajmując drugie miejsce w tabeli Villarreal powrócił do Primera División.
W sezonie 2013/14 klub zajął 6. miejsce, co pozwoliło mu wziąć udział w rundzie play-off Ligi Europy 2014/15. W dwumeczu z FK Astana padł wynik 7:0, co dało awans do Ligi Europy. W grupie trafili na Apollon Limassol, FC Zürich oraz Borussię Mönchengladbach. W grupie zdobyli 11 punktów, zajmując 2. miejsce, które dały im awans do 1/16 finału. Tam zespół trafił na FC Salzburg. W meczu na Camp El Madrigal padł wynik 2:1 dla Villarrealu. W Salzburgu zespół wygrał 3:1 i awansował do 1/8 finału. Tam Villarreal trafił na swojego krajowego rywala, Sevillę FC. Na El Madrigal padł wynik 3:1 dla Sevilli. Na wyjeździe zespół zagrał niewiele lepiej i przegrał 2:1, tym samym odpadając z Ligi Europy. W sezonie 2014/15 klub zajął szóste miejsce w lidze hiszpańskiej, mimo dużej ilości kontuzjowanych graczy i słabych wyników pod koniec sezonu. 6. miejsce premiowało awansem do 3. rundy kwalifikacyjnej LE, ale w związku z wygraniem przez Sevillę Ligi Europy i grę w następnym sezonie w Lidze Mistrzów, Villarreal został przeniesiony do fazy grupowej. Trafił w niej na Viktorię Pilzno, Rapid Wiedeń i Dinamo Mińsk. Klub zajął drugie miejsce w grupie, mając 13 punktów i ulegając dwoma punktami Rapidowi. W 1/16 klub trafił na włoskie SSC Napoli. Sezon 2020/21 okazał się historyczny, bowiem Villareal pomimo zajęcia 7. miejsca w LaLiga został zwycięzcą Ligi Europy pokonując w finale Manchester United po serii rzutów karnych 11:10 (po 120 minutach był remis 1:1).

## Sukcesy
Krajowe:
- 2. miejsce w Primera División (2007/08)
- 3. miejsce w Primera División (2004/05)

Europejskie:
- zwycięzca Ligi Europy UEFA (2020/2021)
- półfinał Ligi Mistrzów (2005/06, 2021/22)
- zwycięzca Pucharu Intertoto (2003, 2004)

## Obecny skład
Stan na 23 czerwca 2025
| Nr | Poz. | Piłkarz               |
| -- | ---- | --------------------- |
| 1  | BR   | Luiz Júnior           |
| 2  | OB   | Logan Costa           |
| 3  | OB   | Raúl Albiol (kapitan) |
| 4  | OB   | Eric Bailly           |
| 5  | OB   | Willy Kambwala        |
| 6  | PO   | Denis Suárez          |
| 7  | NA   | Gerard Moreno         |
| 8  | OB   | Juan Foyth            |
| 9  | NA   | Tajon Buchanan        |
| 10 | PO   | Dani Parejo           |
| 11 | NA   | Ilias Akhomach        |
| 13 | BR   | Diego Conde           |
| 14 | PO   | Santi Comesaña        |

| Nr | Poz. | Piłkarz         |
| -- | ---- | --------------- |
| 15 | NA   | Thierno Barry   |
| 16 | PO   | Álex Baena      |
| 17 | OB   | Kiko Femenía    |
| 18 | PO   | Pape Gueye      |
| 19 | NA   | Nicolas Pépé    |
| 21 | NA   | Yeremi Pino     |
| 22 | NA   | Ayoze Pérez     |
| 23 | OB   | Sergi Cardona   |
| 24 | OB   | Alfonso Pedraza |
| 26 | OB   | Pau Navarro     |

### Piłkarze na wypożyczeniu
| Nr | Poz. | Piłkarz                                           |
| -- | ---- | ------------------------------------------------- |
|    | OB   | Carlos Romero (w RCD Espanyol do 30 czerwca 2025) |
|    | PO   | Ramon Terrats (w Getafe CF do 30 czerwca 2025)    |
|    | OB   | Adrià Altimira (w CD Leganes do 30 czerwca 2025)  |

| Nr | Poz. | Piłkarz                                             |
| -- | ---- | --------------------------------------------------- |
|    | NA   | Arnaut Danjuma (w Gironie do 30 czerwca 2025)       |
|    | NA   | Jorge Pascual (w SD Eibar do 30 czerwca 2025)       |
|    | NA   | Pau Cabanes (w Deportivo Alaves do 30 czerwca 2025) |

## Szkoleniowcy
- Carlos Simón Server (1991–1992)
- David Vidal (1995–1996)
- José Antonio Irulegui (1996–1999)
- Joaquín Caparrós (1999–2001)
- Víctor Muñoz (2001–2003)
- Benito Floro (2003–2004)
- Manuel Pellegrini (2004–2009)
- Ernesto Valverde (2009–2010)
- Juan Carlos Garrido (2010–2011)
- José Francisco Molina (2011–2012)
- Miguel Ángel Lotina (2012)
- Manolo Preciado (2012)
- Julio Velázquez (2012–2013)
- Marcelino García Toral (2013–2016)
- Fran Escribá (2016–2017)
- Javier Calleja (2017–2018)
- Luis García Plaza (2018–2019)
- Javier Calleja (2019–2020)
- Unai Emery (2020–2022)
- Quique Setien (2022–2023)
- Pacheta (2023)
- Marcelino García Toral (od 2023)

## Najlepsi strzelcy klubu w poszczególnych sezonach
- 2000–01: Víctor – 14
- 2001–02: Víctor – 14
- 2002–03: Jorge López – 8
- 2003–04: Sonny Anderson – 12
- 2004–05: Diego Forlán – 25
- 2005–06: Juan Román Riquelme – 12
- 2006–07: Diego Forlán – 19
- 2007–08: Nihat Kahveci – 18
- 2008–09: Joseba Llorente – 15
- 2009–10: Nilmar – 11
- 2010–11: Giuseppe Rossi – 18
- 2011–12: Marco Ruben – 9
- 2012–13: Ikechukwu Uche – 14
- 2013–14: Ikechukwu Uche – 14
- 2014–15: Luciano Vietto – 12
- 2015–16: Cédric Bakambu – 22
- 2016–17: Cédric Bakambu – 12
- 2017–18: Carlos Bacca – 18
- 2018–19: Karl Toko Ekambi – 18
- 2019–20: Gerard Moreno – 20